# Die Jungfrauenmaschine
Virgin Machine (en alemán: Die Jungfrauenmaschine) es una película dramática de 1988, dirigida por Monika Treut. Es una coproducción realizada por Hyena Films y Norddeutscher Rundfunk.

## Sinopsis
Dorothee Müller es una joven periodista de Hamburgo. Anhela el amor, pero se siente frustrada por sus relaciones con hombres como Heinz y Bruno, y decide desentrañar el secreto del amor romántico de forma profesional, como periodista, entrevistando a personas de diferentes profesiones. Al no encontrar las respuestas que busca, se marcha a San Francisco. Allí conoce a varias mujeres extraordinarias y continúa su búsqueda para descubrir el amor entrevistándolas: Ramona, la drag king; Dominique, una bohemia húngara; y Susie Sexpert, que posee una colección de increíbles consoladores. La exploración de Dorothee la lleva a un viaje de autodescubrimiento y aventura, y a nuevos descubrimientos sobre su propia sexualidad.

## Elenco
- Ina Blum – Dorothee Mueller
- Gad Klein – Heinz
- Marcelo Uriona – Bruno
- Shelly Mars – Ramona
- Dominique Gaspar – Dominique
- Susie Bright - Susie Sexperta

## Estilo
La película está rodada en blanco y negro, con estilo punk y estética feminista.  El estilo de presentación episódico elegido por Treut y el espíritu anárquico de la película ha hecho que se comparara con clásicos que van desde Sin aliento de Jean-Luc Godard hasta Lina Wertmueller y Susan Seidelman.

## Liberar
La película se estrenó originalmente en 1988, cuando se proyectó en festivales internacionales y fue nominada a un premio Teddy. La película se convirtió en un clásico feminista underground. Fue remasterizada digitalmente y proyectada nuevamente en lugares internacionales como la Berlinale de 2017 y el TLVfest de 2019.

## Recepción
En la reseña de Uncut de la proyección en la Berlinale de 2017 elogia el renovado acceso a la película para una nueva generación de feministas y dice que el tratamiento que Treut da a la sexualidad en Virgin Machine es «abierto, alegre y muy divertido; las mujeres de la película pasan por la vida y no solo son una inspiración para Dorothee Müller, sino para todas las mujeres modernas».

## Premios
- 1988: Festival de Turín Giovani, Mejor actriz[5]
- 1988: Festival Internacional de Cine de Berlín (Berlinale) Premio Teddy (nominación)

## Festivales
- Toronto International Film Festival
- Berlinale 1988, 2017[6]
- BFI Flare: Festival de Cine LGBTIQ+ de Londres, 1998[7]
- Créteil International Women's Film Festival[8]
- Chéries-Chéris (Festival of Gays and Lesbians of Paris)[8]
- Turin Film Festival[8]
- Gothenburg Film Festival[8]
- SQIFF[9]
- TLVFest 2019[10]
- Dublin International Film Festival, 2020[11]